# Центральная улица (Ломоносов)
Центра́льная улица — улица в городе Ломоносове Петродворцового района Санкт-Петербурга, в историческом районе Кронштадтская колония. Проходит от улицы Авроры до улицы Черникова.
Название известно с 1962 года. Связано с тем, что улица проходила по центру Кронштадтской Колонии, параллельно Краснофлотскому шоссе. В XIX веке это была главная улица селения колонистов.
Участок между улицами Механизаторов и Черникова представляет собой тропинку.

## Достопримечательности
- Дом № 24 — деревянный жилой дом середины XIX века, объект культурного наследия регионального значения[3]. Единственный дом в Кронштадтской колонии, сохранивший исторический облик начала XIX века. Проект типовых жилых домов для жителей разработал архитектор Андрей Воронихин. В 1930 году колонисты объединились в колхоз «Кронколония», но он вскоре пришел в упадок. Дом находился в собственности потомков колонистов, пока его не приобрел нынешний собственник[4].

## Перекрёстки
- Безымянный проезд к Краснофлотскому шоссе
- улица Заварина
- улица Механизаторов